# Newton
Newtonul, având simbolul  N, este unitatea de măsură pentru orice tip de forță în Sistemul Internațional de Unități de Măsură (SI). Unitatea de măsură newton este numită în onoarea matematicianului Isaac Newton.

## Definire
Un newton este forța necesară pentru a imprima o accelerație de 1 m/s2 unui corp cu masa de 1 kg. Ca atare, newtonul se mai poate scrie (kg•m)/s2.
În altă ordine de idei, legea a doua a mișcării a lui Newton spune că forța exercitată de către un corp este direct proporțională cu accelerația acelui corp:
{\displaystyle F=ma}
unde {\displaystyle m} reprezintă masa corpului ce are aceelerația {\displaystyle a}. Astfel, un newton se poate descrie și cu ajutorul unităților de măsură pentru masă, lungime și timp (ultimele două fiind componente ale accelerației) în Sistemul Internațional, mai exact:
{\displaystyle 1\ {\text{N}}=1{\frac {{\text{kg}}\cdot {\text{m}}}{{\text{s}}^{2}}}}.